# 吉福德 (伊利諾伊州)
吉福德（英語：Gifford）是位於美國伊利諾伊州尚佩恩縣的一個村落。

## 地理
吉福德的座標為40°18′25″N 88°01′19″W / 40.30694°N 88.02194°W，而該地最高點為海拔高度244米（即799英尺）。

## 人口
根據2010年美國人口普查的數據，吉福德的面積為1.17平方千米，當中陸地面積為1.17平方千米，而水域面積為0.00平方千米。當地共有人口975人，而人口密度為每平方千米833人。